# Candelaria (kommun i Mexiko)
Candelaria är en kommun i Mexiko.   Den ligger i delstaten Campeche, i den sydöstra delen av landet, 900 km öster om huvudstaden Mexico City. Antalet invånare är 49 850.
Följande samhällen finns i Candelaria:
- El Desengaño
- Miguel de la Madrid
- General Francisco J. Mújica
- Estado de México
- Vicente Guerrero
- Paraíso Nuevo
- El Mirador Primero
- San Juan
- Isla del Paraíso
- Nuevo Comalcalco
- San Manuel Nuevo Canutillo
- Primer Presidente de México
- Agua Azul
- El Pimiental Dos
- El Machetazo
- San José de las Montañas
- Emiliano Zapata
- Nueva Delicias II
- Alianza Productora
- La Tómbola
- Santo Domingo
- Emiliano Zapata III
- Río Caribe
- Las Maravillas
- La Peregrina
- Solidaridad
- La Olla
- San Dimas
- El Pulguero
- Licenciado José Antonio González Curi
- La Unión
- Nuevo Tabasco
- Carlos Sansores Pérez
- La Lucha
- Arroyo de Cuba
- El Tablón
- Arroyo Veinticuatro de Mayo